# GA Bunko
GA Bunko (GA文庫) é uma editora afiliada à editora japonesa SB Creative, uma subsidiária da SoftBank. Foi criado em janeiro de 2006 e é um rótulo Light novel. O rótulo é voltado para homens na adolescência até os vinte anos.

## Light novels publicados sob GA Bunko

### 0-9
| Título                | Autor            | Ilustrador | No. de volumes |
| --------------------- | ---------------- | ---------- | -------------- |
| Odisséia de 8 meninas | Chikashi Yoshida | Uki        | 1              |

### A
| Título                         | Autor                                    | Ilustrador     | No. de volumes |
| ------------------------------ | ---------------------------------------- | -------------- | -------------- |
| Akitsushima                    | Yūki Takano                              | Kaori Minakami | 3              |
| Alquimista no Nirvana          | Kisetsu Morita                           | Natsuki Haruka | 5              |
| Ar tonelico: Melodia de Elemia | Kei Tanaka e Gust Corporation, Banpresto | Nagira         | 1              |
| Ayakashi Maniacs!              | Tane Kakino                              | Uma Inugahora  | 5              |
| Ayakashi Rotenshou Tikitaka    | Itsuki Inoue                             | Yuran          | 2              |

### B
| Título                     | Autor                                               | Ilustrador       | No. de volumes |
| -------------------------- | --------------------------------------------------- | ---------------- | -------------- |
| Bakerano!                  | Hikaru Sugii                                        | Akahito          | 2              |
| Magia negra                | Hideki Kakinuma, Masamune Shirow (criador original) | Harusame Tsubaki | 2              |
| Boku no Shion              | Tōru Honda                                          | Hisashi Momose   | 3              |
| Bōkyaku Kenshi no Excellio | Mamoru Nagamono                                     | Hirotaka Akagi   | 1              |

### C
| Título                                                                | Autor             | Ilustrador      | No. de volumes |
| --------------------------------------------------------------------- | ----------------- | --------------- | -------------- |
| Cavaleiro da Calamidade: Alternativa                                  | Kanata Takase     | Reine Hibiki    | 2              |
| Charlotte wa Glass no Kutsu no Yume wo miruka                         | Yoshihiro Tsuzuki | Yōko Fujioka    | 1              |
| Demonstração de Chōjin-Kokoseitachi wa Isekai Yoyu de Ikinuku Yōdesu! | Riku Misora       | Sacraneco       | 8              |
| Chō-jitaku Keibi Shōjo Chinori                                        | Yasumi Obata      | Shū             | 1              |
| Demonstração de Chūko Koi ga Shitai!                                  | Noritake Tao      | ReDrop          | 5              |
| Voz clara                                                             | Yukiko Iida       | Nagare Yūryū    | 1              |
| Crazy Kangaroo no Natsu                                               | Ako Yoshimi       | Miyuki Fujimoto | 2              |

### D
| Título                                                    | Autor           | Ilustrador      | No. de volumes |
| --------------------------------------------------------- | --------------- | --------------- | -------------- |
| De-ko-tsu-n                                               | Kenji Nojima    | Sugar-Piccola   | 1              |
| Invocador de Demônios                                     | Yūji Nakazato   | Riya Hozumi     | 4              |
| Die Nachtjäger                                            | Yūichi Suzumoto | Kazumi          | 1              |
| Calabouço ni Deai o Motomeru no wa Machigatteiru Darō ka? | Fujino Ōmori    | Suzuhito Yasuda | 12             |

### E
| Título | Autor      | Ilustrador | No. de volumes |
| ------ | ---------- | ---------- | -------------- |
| EX!    | Oda Kyōdai | Uki        | 15             |

### F
| Título                                                      | Autor         | Ilustrador     | No. de volumes |
| ----------------------------------------------------------- | ------------- | -------------- | -------------- |
| Fata Morgana no Yakata: Anata no Genten ni Itaru Monogatari | Keika Hanada  | Moyataro       | 4              |
| Furifuro                                                    | Tōru Takasaki | Okurō Tsuchida | 1              |

### G
| Título                                 | Autor          | Ilustrador                     | No. de volumes |
| -------------------------------------- | -------------- | ------------------------------ | -------------- |
| Gin no Te no Shiva: Hakase para Kotori | Tōya Tachihara | Mizuki Takayama e Shūji Sokabe | 1              |
| Caçador de Goblins                     | Kumo Kagyu     | Noboru Kannatuki               | 6              |

### H
| Título                                                  | Autor           | Ilustrador     | No. de volumes |
| ------------------------------------------------------- | --------------- | -------------- | -------------- |
| Haikyo Hotel e Yōkoso                                   | Rio Matsudono   | Ganpon         | 2              |
| Haiyore! Nyaruko-san                                    | Manta Aisora    | Koin           | 12             |
| Hanamori                                                | Tesshū Echigoya | Jū Ayakura     | 1              |
| Hankōki no Imōto wo Maō no Chikara de Shinai Shite Mita | Akira           | Subaru Homura  | 4              |
| Hanon: Kimi no Mezasu Ashita e                          | Oda Kyōdai      | Eiji Totsuka   | 1              |
| Feliz dia da morte                                      | Kōta Nozomi     | Akira Banpai   | 2              |
| Hareta Sora ni Kujira                                   | Kagaku Ōnishi   | refeia         | 3              |
| Hauhau                                                  | Tōmon Bugi      | Koin           | 1              |
| Cem                                                     | Jun Misaki      | Nekosuke Ōkuma | 7              |

### I
| Título                               | Autor        | Ilustrador      | No. de volumes |
| ------------------------------------ | ------------ | --------------- | -------------- |
| Inō-Battle wa Nichijō-kei no Naka de | Kota Nozomi  | 029             | 12             |
| Rebelião Irregular                   | Shizuku Ochi | Ochau           | 3              |
| Isa para Yuki                        | Aoi Yūya     | Kakeru Mikazuki | 5              |
| Ittōu Ryōudan no Amber Kiss          | Senya Mihagi | Café Neko       | 2              |

### J
| Título                 | Autor             | Ilustrador     | No. de volumes |
| ---------------------- | ----------------- | -------------- | -------------- |
| Jinx Game              | Ataru Adachi      | Niritsu        | 3              |
| Johnpei para Boku para | Kagaku Ōnishi     | Ginpachi       | 4              |
| Jōki Teikoku Sōdōki    | Yasuhiro Kawasaki | Katsuhiko Yūki | 3              |

### K
| Título                                                | Autor         | Ilustrador      | No. de volumes |
| ----------------------------------------------------- | ------------- | --------------- | -------------- |
| Kagura Kenbu no Aerial                                | Jujin Chiba   | Masato Mutsumi  | 4              |
| Kamen Majo sem Resistência                            | Ken Suebashi  | Manyako         | 2              |
| Kamisama ga Yōi Shitekureta Basho                     | Arimi Yazaki  | Fuzzy           | 3              |
| Kamunagi                                              | Jun Okigaki   | Munch Mutsuki   | 5              |
| Karakuri-sō no Ijin tachi                             | Kei Shimojima | Migi            | 2              |
| Kawaii Onnanoko ni Kōryaku Sareru no Wa Suki desu ka? | Seiju Amano   | Kakao           | 5              |
| Kishiō Kōho no Guarvant                               | Hiro Itō      | Kurogin         | 2              |
| Centro Koko wa Mahō Shōnen Ikusei                     | Saori Kumi    | Yuri Narushima  | 5              |
| Kuraki wa Ware wo ōu                                  | Ken Asamatsu  | Ryō Kanai       | 3              |
| Kyokō no Senshi                                       | Okina Kamino  | Yūichirō Tanuma | 3              |

### L
| Título                            | Autor          | Ilustrador         | No. de volumes |
| --------------------------------- | -------------- | ------------------ | -------------- |
| Romance leve no Tanoshii kakikata | Tōru Honda     | Kasumi Kirino      | 10             |
| Lady General                      | Masayuki Chida | Shōshirō Shirayuki | 3              |

### M
| Título                             | Autor                              | Ilustrador                         | No. de volumes |
| ---------------------------------- | ---------------------------------- | ---------------------------------- | -------------- |
| Maid Deka                          | Yūji Hayami                        | Kiyotaka Haimura                   | 9              |
| Mal'ākh no Tane: Katayoku no Kioku | Hiromi Hosoe                       | Mikako Mikaki                      | 1              |
| Maō para Hime para Ecchi no Hon    | Otsukai Shimono                    | Syroh                              | 2              |
| MAPS : mundo compartilhado         | Yūichi Hasegawa (Criador Original) | Yūichi Hasegawa (Criador Original) | 2              |
| Crônica de Meikyū-gai              | Ryōsuke Hayashi                    | Tsuyuki                            | 1              |
| Irmãs bruxas de metal              | Yū Hibiki                          | Koin                               | 4              |
| Mugen sem ligação                  | Akamitsu Awamura                   | Senmu                              | 5              |

### N
| Título | Autor           | Ilustrador | No. de volumes |
| ------ | --------------- | ---------- | -------------- |
| No-Rin | Shirō Shiratori | Kippu      | 12             |

### O
| Título                       | Autor          | Ilustrador  | No. de volumes |
| ---------------------------- | -------------- | ----------- | -------------- |
| Oda Nobuna no Yabō           | Mikage Kasuga  | Miyama-Zero | 10             |
| Odoru Hoshi Furu Reneshikuru | Yuuji Yuuji    | TakayaKi    | 6              |
| Oto x Maho                   | Shū Shirase    | Yasu        | 15             |
| Otonari no Mahō tsukai       | Sami Shinozaki | Osamu Oya   | 3              |

### P
| Título                      | Autor         | Ilustrador   | No. de volumes |
| --------------------------- | ------------- | ------------ | -------------- |
| Marinheiros paralelos       | Kōichi Kino   | Sikorsky     | 2              |
| Pochi sem chance de vitória | Shin'ya Kasai | John Hathway | 2              |
| Princesa Espada!            | Okina Kamino  | Waka Miyama  | 5              |

### Q
| Título    | Autor           | Ilustrador | No. de volumes |
| --------- | --------------- | ---------- | -------------- |
| Quinteto! | Tesshū Echigoya | Senmu      | 2              |

### R
| Título                   | Autor            | Ilustrador   | No. de volumes |
| ------------------------ | ---------------- | ------------ | -------------- |
| Elementos Radicais       | Shirō Shiratori  | Haruaki Katō | 3              |
| Rakudai Kishi no Eiyūtan | Riku Misora      | Ganhou       | 12             |
| Ryūō no Oshigoto!        | Shiratori Shirow | Shirabi      | 5              |

### S
| Título                                       | Autor | Ilustrador | No. de volumes                                                                              |
| -------------------------------------------- | --- | --- | ------------------------------------------------------------------------------------------- |
| Sacred Chronicle                             | Rei Mikogami | Barril | 1                                                                                           |
| Agente Sádico                                | Yūji Nakazato | Imusanjo | 2                                                                                           |
| Sahō Tsukai no Shishō-chan                   | Kemuri Haruhara | Koin | 2                                                                                           |
| Saijaku Muhai no Bahamut                     | Senri Akatsuki | Ayumu Kasuga | 15                                                                                          |
| Guarda Samurai                               | Hikaru Maisaka | Yui Shiino | 2                                                                                           |
| Sanada Jūyūki!                               | Takuya Baba | Yūji Naruse | 3                                                                                           |
| Canal de romance de meninas em idade escolar | Ichirō Sakaki, Keiichi Hikami, Seiju Amano, Yū Hibiki                                                                                                   | Gen Kobayashi, Hinase Momoyama | 2                                                                                           |
| Seiken Tsukai no World Break                 | Akamitsu Awamura | refeia | 5                                                                                           |
| Senjin Gaishi                                | Isamu Hanada | Masaki Hirooka | 4                                                                                           |
| Senpūden: Rera-Siw                           | Ken Asamatsu | Akihiro Yamada | 3                                                                                           |
| Cachorro salsicha                            | Akira Nanao | Miyagi | 5                                                                                           |
| Trevo                                        | Miya Sawagami | Yūri Nishiwaki | 12                                                                                          |
| Shinkyoku Sōkai Polyphonica                  | Ichirō Sakaki (carmesim) Jun'ichi Ōsako (Black e Leon, o Ressurretor) Madoka Takatono (branco) Toshihiko Tsukiji (azul) Kōhei Azano (Don Sariel) et al. | Noboru Kannazuki (carmesim) Bunbun (preto) Hiro Kinako (branco, 1-5) Kasumi Nagi (branco, 6) Eiji Usatsuka (azul) Shōryū Shinobu (Leon) Kazuaki (Don Sariel) | 10 (carmesim) 10 (preto) 6 (branco) 2 (azul) 3 (Leon) 1 (Don Sariel) 2 (mármore) 1 (paleta) |
| Shōnen Kyūmashi para Koi suru Otome          | Rei Mikogami | Tetsuhiro Nabeshima | 2                                                                                           |
| Meninas Sōkai!                               | Shirow Shiratori | Yasuyuki | 3                                                                                           |
| Sol Bright                                   | Ransei Etō | Komeko Amajio | 3                                                                                           |
| SPAT !                                       | Yūki Takano | Tsukune Taira | 1                                                                                           |
| Fim do armazenamento                         | Akira Nakao | Toworu Takura | 3                                                                                           |
| Manual de Vigilância                         | Ryōko Seki | Taketo Sanada | 4                                                                                           |
| Sobreviveu a Cinco                           | Shin'ya Kasai | Shōtarō Tokunō | 3                                                                                           |
| Sword Junker                                 | Sow Kamishiro | Chinatsu Kurahana | 1                                                                                           |

### T
| Título                                                                                     | Autor         | Ilustrador   | No. de volumes |
| ------------------------------------------------------------------------------------------ | ------------- | ------------ | -------------- |
| Tatoeba Última Masmorra Mae no Mura no Shōnen ga Joban no Machi de Kurasu Yō na Monogatari | Toshio Satō   | Nao Watanuki | 7              |
| Tenjō Ugatsu Shinma no Ken                                                                 | Kōichi Takagi | Koin         | 3              |
| Tenshi ga ochita Machi                                                                     | Akio Higuchi  | Suke Akurō   | 1              |
| Tokyo Stray Wizards                                                                        | Eita Nakatani | Riv          | 1              |

### U
| Título                                     | Autor            | Ilustrador     | No. de volumes |
| ------------------------------------------ | ---------------- | -------------- | -------------- |
| Uchi no Isōrō ga Sekai wo Shōaku Shiteiru! | Tsuyoshi Nanajoh | Tsubame Nozomi | 9              |

### V
| Título         | Autor        | Ilustrador     | No. de volumes |
| -------------- | ------------ | -------------- | -------------- |
| Valkyrie Works | Manta Aisora | Hagane Tsurugi | 1              |

### W
| Título                            | Autor           | Ilustrador | No. de volumes |
| --------------------------------- | --------------- | ---------- | -------------- |
| Warelf Online                     | Mamoru Nagamono | Umiko      | 1              |
| Geração de guerra: Hōkago Bōeitai | Hideki Kakinuma | Hōden Eizō | 1              |

### Y
| Título     | Autor        | Ilustrador      | No. de volumes |
| ---------- | ------------ | --------------- | -------------- |
| Yggdrasill | Ikumi Mizuki | Halsame Tsubaki | 1              |

### Z
| Título     | Autor          | Ilustrador | No. de volumes |
| ---------- | -------------- | ---------- | -------------- |
| Zoa Hunter | Jun'ichi Ōsako | Bunbun     | 6              |